# Wayne Brady
Wayne Alphonso Brady (født 2. juni 1972) er en amerikansk filmskuespiller.